# Wacław Lenckowski
Wacław Bonifacy Lenckowski (ur. 6 stycznia 1896 w Mroczy, w Wielkopolsce, zm. między 4 a 7 kwietnia 1940 w Katyniu) – kapitan piechoty Wojska Polskiego, ofiara zbrodni katyńskiej.

## Życiorys
Antoniego i Marianny z Kuberów. Od 1912 działał w polskich organizacjach młodzieżowych. Pracując jako kierownik w domu towarowym Gunderman w Tucholi organizował stowarzyszenia „Młodzieży Polskiej” i „Młodzieży Kupieckiej”. Czynnie uczestniczył w Towarzystwie Gimnastycznym „Sokół”, za co został aresztowany przez władze niemieckie i skazany przez sąd w Grudziądzu na dozór policyjny. W związku z wybuchem I wojny światowej zmobilizowany i po wcieleniu do 13 Dywizji Piechoty skierowany na front zachodni. Po zakończeniu wojny wraca do kraju i po przekroczeniu linii demarkacyjnej pod Nakłem zgłasza się do powstańczych oddziałów wielkopolskich. Komenda Poborowa w Poznaniu wciela go do I batalionu saperów wielkopolskich. Do Wojska Polskiego przyjęty w sierpniu 1919. 7 lutego 1920 został przyjęty na trzeci kurs do Szkoły Podchorążych Piechoty w Poznaniu (klasa 2/III) który był przeznaczony dla podoficerów armii niemieckiej. Po ukończeniu Szkoły Podchorążych z 4 lokatą otrzymuje przydział do 51 pułku piechoty Strzelców Kresowych i wraz z pułkiem walczy w wojnie polsko-bolszewickiej.
W okresie międzywojennym pozostał w wojsku. W 1922 był w stopniu podporucznika ze starszeństwem z dniem 1 sierpnia 1920 roku i 1013 lokatą wśród podporuczników piechoty. Pełnił różne funkcje w 51 pp. Na porucznika awansował ze starszeństwem z dniem 1 maja 1921, w 1924 posiadał - 35, w 1930 - 13 lokatę w swoim starszeństwie. Aktywnie uczestniczył w działalności Związku Strzeleckiego „Strzelec’, jako instruktor oraz autor szeregu instrukcji „Strzelca”. Był, wraz z Arturem Freyem, komendantem X Obwodu Związku Strzeleckiego, inicjatorem zorganizowania Marszu im Generała Rydza Śmigłego na trasie Podhajce – Brzeżany. Przy organizacji drugiej edycji marszu (20 – 22 lipca 1928) opracował regulamin, który został wydany w kilkutysięcznym nakładzie i stał się zasadniczym wzorem przy organizacji podobnych imprez w całym kraju. Absolwent kursu w Centrum Szkolenia Broni Specjalnych w Chełmnie. W 1933 został przeniesiony do Korpusu Ochrony Pogranicza. Awansował na stopień kapitana ze starszeństwem z dniem 19 marca 1937 i 40. lokatą w korpusie oficerów piechoty. W marcu 1939 służył w batalionie KOP „Sejny” na stanowisku dowódcy plutonu łączności.
Podczas kampanii wrześniowej walczył w batalionie KOP „Sejny”, został wzięty do niewoli przez Sowietów. Według stanu na kwiecień 1940 był jeńcem obozu w Kozielsku. Między 3 a 5 kwietnia 1940 przekazany do dyspozycji naczelnika smoleńskiego obwodu NKWD – lista wywózkowa bez numeru poz. 24, z obozu został wywieziony 3 kwietnia 1940. Został zamordowany między 4 a 7 kwietnia 1940 przez NKWD w lesie katyńskim. Nie został zidentyfikowany podczas ekshumacji prowadzonej przez Niemców w 1943.
Był żonaty z Joanną z Buzdyganów.

## Upamiętnienie
- Krzyż Kampanii Wrześniowej – zbiorowe, pośmiertne odznaczenie pamiątkowe wszystkich ofiar zbrodni katyńskiej (1 stycznia 1986)
- Tablica memoratywna na ścianie kaplicy cmentarnej na cmentarzu parafialnym w Mroczy[16][17].

## Ordery i odznaczenia
- Krzyż Walecznych[10]
- Srebrny Krzyż Zasługi - za zasługi w służbie ochrony pogranicza[18]
- Medal Pamiątkowy za Wojnę 1918–1921